# Список керівників держав 1139 року
Список керівників держав 1139 року — це перелік правителів країн світу 1139 року.
Список керівників держав 1138 року — 1139 рік — Список керівників держав 1140 року — Список керівників держав за роками

## Європа
- Англія
  - Король Англії — Стефан I Блуаський (1135—1154)
- Балканський півострів
  - Дукля — король Градіхна Браніславович (1131—1143)
  - Рашка — Урош I (1112—1145)
- Білорусь
  - Вітебське князівство — Всеслав Василькович (1132—1162)
  - Друцьке князівство — до 1140 ? можливо, князі полоцькі
  - Полоцьке князівство — Василько Святославич (1132—1144)
  - Турівське князівство — В'ячеслав Володимирович (1125—1142)
- Князь Новгородський — Святополк Мстиславич (1132, 1138, 1142—1148)
- Волзька Болгарія — Гішам ібн Селім (1135—1164)
- Вельс
  - Королівство Гвінед — Овейн ап Гріфід і Гівел IV (1137—1170)
  - Дехейбарт — князь Анарауд ап Гріфід (1137—1143)
  - Королівство Повіс — Маредог ап Маредуд (1132—1160)
- Візантійська імперія — Іоанн II Комнін (1118—1143)
- Ірландія — верховний король Тойрделбах Ва Конхобайр (1119—1156)
  - Айлех — Муйрхертах мак Лохлайнн (1136—1143)
  - Айргіалла — Доннхад ОКербайлл (1130—1168)
  - Десмонд — Доног Мак Карті (1138—1143)
  - Дублін (королівство) — до 1142 невідомо
  - Коннахт — Тойрдельбах (Турлох) МакРуадрі (1106? — 1156)
  - Ленстер — Діармайт Мак Мурхада (1126—1171)
  - Король Міде — Мурхад мак Домнайл Уа Маел Сехлайнн (1130—1144)
  - Ормонд (Kingdom of Ormond) — Олаф Гуа Ченнітіг (1118? — 1164)
  - Томонд — король Конхобар О'Бріан (1118—1142)
  - Улад — Ку Улад мак Конхобайр Хісенайг мак Дуїнн Слейбе (1131—1157)
- Італія
  - Герцогство Апулія і Калабрія — Рожер III (1134—1148)
  - Арборейський юдикат — Костянтин Салусіо III (1130—1163)
  - Венеційська республіка — дож П'єтро Полані (1130—1147)
  - Генуезька республіка — консули Гульєльмо ді Бомбелло, Оглеріо ді Гвідо, Гульєльмо делла Вольта, Гульєльмо Певере (1139)
  - Кальярський юдикат — Костянтин Салусіо III (1130—1163)
  - Князівство Капуанське — Роберт II (1127-1155)
  - Герцогство Гаета — Річард III (1121-1140)
  - Лорітелло — до 1154 вакантне
  - Маркграфство Монферрат — Вільгельм V (1137—1191)
  - Салуццо (маркграфство) — Манфред I (1125—1175)
  - Королівство Сицилія — король Рожер II (1130—1154)
  - Князівство Таранто — Вільгельм I Злий (1138—1144)
  - Маркгафство Тоскана — імператорський маркграф Генріх Гордий (1132—1139).
  - Торреський юдикат — Гоннаріо II (1128—1154)
  - Принц-єпископство Тренто — Альтеманно (1124—1149)
- Кавказ
  - Цар Картлі, Кахетії та Абхазії Деметре I (1125—1156)
  - Держава Ільдегізідів — Шамс ад-Дін Ільдегіз (1136—1175)
- Німеччина
  - Маркграфство Австрія — Леопольд IV (1136—1141)
  - Герцогство Баварія — Генріх Гордий (1126—1139); Леопольд IV (1139—1141)
  - Баденське маркграфство — Герман III (1130—1160)
  - Берг (герцогство) — Адольф III Берг (1106? — 1152)
  - Берхтесгаден (пробство) — Ебервін (1111—1142)
  - Принц-єпископство Бріксен — Регінберт (1125—1140)
  - Графство Вюртемберг — граф Конрад II (1110—1143)
  - Архієпископ Зальцбургу — Конрад I Зальцбурзький (1106—1147)
  - Герцогство Каринтія — Ульріх I (1134—1144)
  - Кельнське курфюрство — Арнольд I фон Рандерат (1138—1151)
  - Клеве (герцогство) — Арнольд I (1119—1147)
  - Крайна (марка) — Енгельберт III (1124—1173)
  - Курпфальц — пфальцграф Вільгельм фон Орламюнде (1129—1139); Отто I фон Зальм (1139—1140)
  - Ліппе-Детмольд — Бернхард I (1123—1158)
  - Лужицька марка — Конрад I Великий (1136—1156)
  - Архієпископ Майнца Адальберт II Саарбрюкенський (1137/1138-1141)
  - Маркграфство Мейсен — Конрад (1124/1129-1156/1157)
  - Нюрнберг (бургграфство) — Конрад I Рабс (1137—1143)
  - Ободрицький союз — Прибислав I (1131—1156) і Ніклот (1129—1160)
  - Північна марка — Альбрехт I Бранденбурзький (1133/1134-1157)
  - Герцогство Померанія — Ратибор I (1135—1155/1156)
  - Герцогство Саксонія — Генріх Гордий (1137—1139); Альбрехт I Бранденбурзький (1139—1142)
  - Саксонська марка — Конрад (1135—1156)
  - граф Тиролю Альбрехт II (1125—1165)
  - Фельденц (графство) — Герлах I (1112—1146)
  - Герцогство Швабія — Фрідріх II (1105—1147)
- Піренейський півострів
  - Королівство Арагон — Петроніла (1137—1164)
  - Барселонське графство — Рамон-Беренгер IV (1131—1162)
  - Королівство Леон — король Леону Галісії та Астурії Альфонсо VII (1126—1157)
  - Графство Португалія — Афонсу I (1112—1139); король (1139—1185)
  - Королівство Наварра — Гарсія IV (1134—1150)
- Польща — Владислав II Вигнанець (1138—1146)
  - Мазовецьке князівство — Болеслав IV Кучерявий (1138—1173)
  - Сілезьке князівство — Владислав II Вигнанець (1138—1146)
- Муромське князівство — Юрій Ярославович (1129—1143)
- Новгородська республіка — Ростислав Юрійович (1138—1139); Святослав Ольгович (1139—1141)
- Велике князівство Рязанське — Святослав Ярославич (1129—1143)
- Скандинавія
  - король Данії — Ерік III (1137—1146)
  - Король Норвегії Сіґурд II Мунн (1136—1155)
  - Швеція — Сверкер I Старший (1130—1156)
- Угорське князівство — король Бела II (1131—1141)
- Україна — Київський князь Ярополк Володимирович (1132—1139); В'ячеслав Володимирович (1139); Всеволод Ольгович (1139—1146)
  - Волинське князівство — Ізяслав Мстиславич (1135—1154)
  - Звенигородське князівство — Іван Берладник (1128/1129-1145)
  - Курське князівство — Святослав Ольгович (1138—1139); до 1146 вакантне
  - Перемиське князівство — Володимирко Володарович (1128—1146)
  - Переяславське князівство — Андрій Добрий (1135—1141)
  - Смоленське князівство — Ростислав I Мстиславич (1127—1159)
  - Чернігівське князівство — Всеволод Ольгович (1127—1139); Володимир Давидович (1139—1151)
- Королівство Франція — Людовик VII Молодий (1137—1180)
  - Герцогство Аквітанія — Елеонора I (1137—1204)
  - Герцогство Бар — Рено I (1105—1149)
  - Графство Булонь — Матильда Булонська (1125—1151)
  - Графство Бургундія — Рено III (1127—1148)
  - Графство Нант — Конан III (1112—1148)
  - Бретонське герцогство — Конан III (1112—1148)
  - Голландія — Дірк VI (1121—1157)
  - Ено (графство) — Балдуїн IV (1120—1171)
  - Жеводан (графство) — Беренгер Раймунд (1130—1144)
  - Графство Ла Марш — Адальберт III (1135—1145)
  - Лімбург (герцогство) — Валеран II (1119—1139); Генріх II (1139—1167)
  - Нижня Лотарингія — Готфрід V (1138—1139); Готфрід VI (1139—1142)
  - граф Лувену і маркграф Брюсселю Готфрід I (1095—1139); Готфрід VI (1139—1142)
  - Люксембург (графство) — Генріх IV (1136—1196)
  - Льєзьке єпископство — Альберон II Намюрський (1135/1136-1145)
  - Графство Мен — Жоффруа I Красивий (1129—1151)
  - Монбельяр (графство) — Тьєррі II (1105—1163)
  - Монпельє (сеньйорія) — Вільгельм VI (1121—1147)
  - Намюр (графство) — Готфрід (1102—1139); Генріх IV (1139—1189)
  - Нормандія — Євстахій IV (1135/1137-1144)
  - Родез (графство) — Гуго I (1135—1154)
  - Савойське графство — Амадей III (1103—1148)
  - Графство Тулуза — Альфонс Журден (1112—1148)
  - Урхельське графство — Ерменгол VI (1102—1154)
  - Фландрія — Теодоріх I (1127/1128-1168)
  - Графство Фуа — Роже III де Фуа (1124—1147/1148)
- Чехія — князь Собіслав I (1125—1140)
- Шотландія
  - Король Шотландії Давид I (1124—1153)
- Святий Престол; Папська держава — папа римський Інокентій II (1130—1143)
- Вселенський патріарх — Лев Стіпп (1134—1143)

## Азія
- Візантійська імперія — Іоанн II Комнін (1118—1143)
- Близький Схід
  - Антіохійське князівство — Раймунд де Пуатьє 1136–1149 (через шлюб)
  - князівство Галілея — Гільйом I де Бюр (1120—1142)
  - Едеське графство — Жослен II (1131—1150)
  - Єрусалимське королівство — Фулько I (1131–1143)
    - каштелян і сеньйор Рамли Балдуїн I де Рамла (1106—1138)
    - Сідонська сеньйорія — Євстахій II Граньє (1123—1164)

  - Графство Триполі — Раймунд II (1137—1152)
  - Яффо-Аскалонське графство — Мелісенда із чоловіком Фульком (1134—1143)
  - Артукіди — правитель Хасанкейфа Рукн ад-Даула Дауд ібн Сокмен (1109—1144); правитель Мардіна Темюр-таш Хусам ад-дін (1122—1152)
  - Фатіміди — Аль-Хафіз (1130—1149)
  - Багдадський халіфат — Мухаммад аль-Муктафі (1136—1160)
  - Іракський султанат Масуд (1134—1152)
  - Зангіди — емір Халеба та Мосула Імад ед Дін Зенгі (1127—1146)
  - Шаріфат Мекки — Гасім (1133? — 1151)
  - Наджахіди — аль-Фатік III ібн Мухаммед ібн Мансур (1138? — 1158)
  - Румський султанат — Масуд I (1116—1156)
  - Данішмендиди в Сівасі Мухаммад (1134—1142); У Малатьї Насир ад-Дін Мухаммад (1122—1152)
  - Сельджуцька імперія — Ахмад Санджар (1119—1153)
  - Зіяриди — Нізарі — Мухаммад ібн Бугург-Умід (1138—1162)
  - Держава Ширваншахів — Манучехр III Великий (1120—1160)
  - Ділмачогуллари — Хусамеддін Курті-бей (1137/1138-1143)
  - Іналогуллари — Іль-Алда (1110—1142)
  - Буріди — Махмуд Шіхабуд-дін (1135—1139); Мухаммад Джамалуд-дін (1139—1140)
- Сюнікське царство — Григор II Сенекерімян (1096—1166)
- Шах-Арменіди — Сокман II Насір ад-Дін (1128—1185)
- Мацнабердське князівство — Давид (1113—1145)
- Династія Лі — Лі Ань Тонг (1138—1172)
- Індія
  - Східні Ганги — Анантаварман Чодаганга (1078—1147)
  - магараджахіраджа Гаріяни Акрпала (1128—1167)
  - Гуджарадеша — Джаясімха Сідхараджа (1092—1143)
  - Гаґавадали — Говіндачандра (1114—1155)
  - Джайпур (князівство) — Канкал (1136—?)
  - магараджахіраджа Джеджа-Бхукті Мадана-варман (1128/1129-1165)
  - Династія Какатіїв — Прола II (1110/1116—1157/1158)
  - Династія Карнат — Наньядева (1097—1147)
  - самраат Кашмірської держави (Династія Лохара) — Джаясімха (1128—1155)
  - Мевар (князівство) — до 1164 невідомо
  - Імперія Пала — Гопала III (1128—1143)
  - Парамара — Ясоварман II (1134—1142)
  - Полоннарува — Гаджабаху II (1132—1153)
  - Династія Сена — Віджаясена (1096—1159)
  - Династія Тхакурі — Нарендрадева III (1135—1146)
  - Саканбарі — нріпа Арнораджа (1135—1150)
  - Династія Сеунів — невідомі правителі (1120—1145)
  - Держава Хойсалів — Вішнувардхана Хойсала (1108—1152)
  - Західні Чалук'ї — Джагадекамалла II (1138—1151)
  - Чандела — магараджа Джеджа-Бхукті Мадана-варман (1128/1129—1165)
  - магараджа держави Чеді й Дагали Гаякарна (1123—1153)
  - Чола — Кулотунга Чола II (1135—1150)
- Індонезія; Південно-Східна Азія
  - Кедірі (королівство) — Джаябая (1135—1159)
  - Сунда — Ланглангбхумі (між 1064 і 1154)
  - Кедах (султанат) — Музаффар-шах I (1136—1179)
- Китай; Монголія
  - Далі — Дуань Ю (1108—1147)
  - 1-й хан караїтів Маркуз Буюрук-хан (1125—1150)
  - ідикут Кучі — невідомі
  - 1-й хан найманів Наркеш Даян-хан (1127—1143)
  - Династія Сун — Чжао Гоу (1127—1169)
  - Західна Ся — Лі Ґаньшунь (1086—1139); Лі Женьсяо (1139—1193)
  - Династія Цзінь — Ваньянь Дань (1135—1150)
  - Монгольське ханство — Хабул-хан (1130—1148)
- Корея
  - Корьо — Інджон (1122—1146)
- Паганське царство — король Кансу I (1112—1167)
- Персія і Середня Азія
  - Ахмадили (Ahmadilis) — Ак Сункур II (1134—1169)
  - Баванди — Алі I (1118—1142)
  - Газневіди — Бахрам-шах (1117—1157)
  - Какуїди — Гаршасп II (1095—1141)
  - Західнокараханідське ханство — Махмуд-хан II (1132—1141)
  - Керманський султанат — Арслан-шах I (1101—1142)
  - шах Хорезму — Ала ад-Дін Атсиз (1127—1156; з перервою)
  - Шеддадіди — в Ані правив Шаддад (? — 1155)
- Кхмерська імперія — Сур'яварман II (1113—1145/1150)
- Середня Азія
  - Каракитайське ханство — Єлу Даші (1124—1143)
  - Східнокараханідське ханство — Ібрагім II Богра-хан (1128—1156)
- Японія — Імператор Сутоку (1123—1142)

## Африка
- Королівство Африка — Рожер II (1135—1154)
- Альморавіди — Алі ібн Юсуф (1106—1147)
- Зіріди — Абу'л-Хасан аль-Хасан ібн Алі (1121—1148)
- Кілва (султанат) — Дауд ібн Сулейман (1131—1170)
- Макурія — Георгіос IV (1130—1158)
- Нрі — Езе Нрі Намоке (1090—1158)
- Фатіміди — Аль-Хафіз (1130—1149)
- Хаммадіди — Ях'я ібн Абд аль-Азіз (1121—1152)

## Північна Америка
- Ацкапоцалько — ? до 1240
- Маяпанська ліга — ? до 1195